# Enytus montanus
Enytus montanus là một loài tò vò trong họ Ichneumonidae.